# Petre Ivănescu

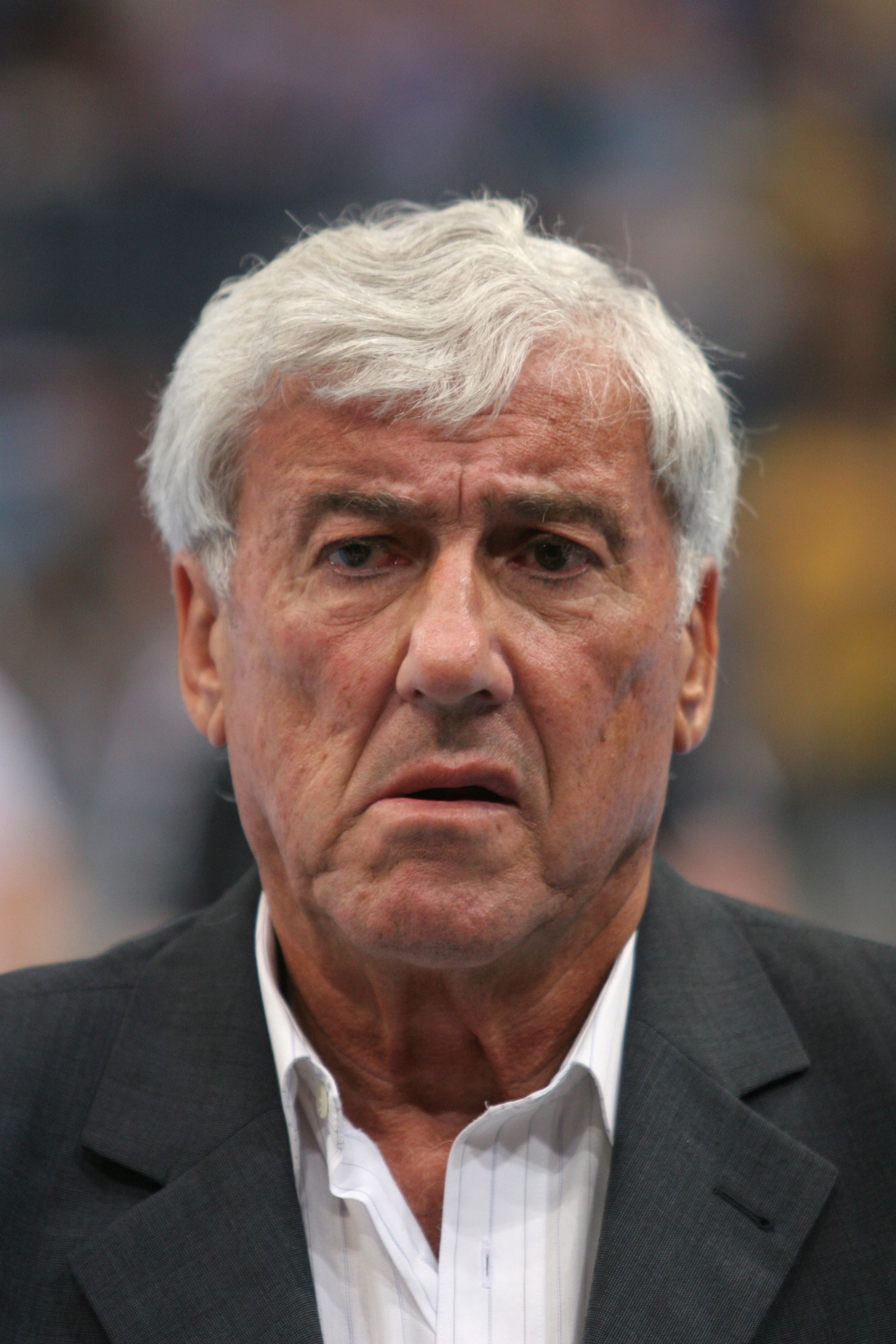
Petre Ivănescu, 2009.

Petre Ivănescu, 15 april 1936 i Bukarest, död 1 april 2022 i Essen, Tyskland, var en rumänsk-tysk handbollsspelare (mittnia) och senare tränare. Från 1988 hade han också tyskt medborgarskap. Som spelare vann han två VM-guld, 1961 och 1964.

## Klubbar som spelare
- RAT București (1954–1956)
- CS Dinamo București (1956–1967)
- SC Phönix Essen (1967–1972)
- Brühler TV (1972–1974)

## Tränaruppdrag
- TUSEM Essen (1974–1976)
- TV Oppum (1976–1978)
- VfL Gummersbach (1979–1983)
- TUSEM Essen (1983–1986)
- TSV Bayer Dormagen (1986–1988)
- Västtyskland (1987–1989)
- TV Niederwürzbach (1988–1990)
- TUSEM Essen (1990–1993)
- OSC Rheinhausen (1994–1995)
- VfL Gummersbach (2002)
- Rumänien (2003–2005)

## Meriter

### Som spelare
- Rumänsk mästare sju gånger (1959, 1960, 1961, 1962, 1964, 1965 och 1966) med CS Dinamo București
- Europacupmästare (nuvarande Champions League) 1965 med CS Dinamo București
- Världsmästare två gånger (1961 och 1964) med Rumäniens landslag

### Som tränare i urval
- Tysk mästare tre gånger: 1982, 1983 (med VfL Gummersbach) och 1986 (med TUSEM Essen)
- Europacupmästare (nuvarande Champions League) 1983 med VfL Gummersbach
- IHF-cupmästare 1982 med VfL Gummersbach
- Tysk cupmästare fyra gånger: 1982, 1983 (med VfL Gummersbach), 1991 och 1992 (med TUSEM Essen)